# Alnico
Alnico são ligas de Fe (Ferro) contendo Al (Alumínio), Ni (Níquel) e Co (Cobalto), além de outros elementos. O nome da liga é formado pela justaposição dos símbolos químicos dos elementos (Al, Ni e Co).
As ligas Alnico foram  descobertas na década de 1920, e permitiram a produção industrial de imãs artificiais com indução magnética muito superior à dos naturais. Um imã de  Alnico é capaz de levantar mais de 1000 vezes seu próprio peso.
Uma das ligas mais conhecidas é o Alnico5, contendo aproximadamente 15%Ni, 25%Co, 9%Al, 3%Cu e 48%Fe. Já o Alnico12 tem 18%Ni, 35%Co, 6%Al, 8%Ti e 33%Fe.
São disponíveis em muitos formatos, como barras, “ferraduras”, etc, normalmente fabricados por fundição, sofrendo um processo de retificação para atingir precisão das dimensões.
Os imãs de Alnico têm grande estabilidade térmica, ou seja, mantêm suas características em uma faixa de temperatura muito larga, de aproximadamente -250°C a 550°C. O material é ainda resistente à oxidação.
Suas principais aplicações são alto-falantes, motores elétricos e geradores de pequeno porte, válvulas magnétron,captadores de guitarra elétrica etc. Foram também muito usados em instrumentos de medidas, como velocímetros, tacógrafos, medidores de energia elétrica, etc e até mesmo laboratórios químicos e biológicos, nas barras magnéticas.